# 彼女を見ればわかること
『彼女を見ればわかること』（かのじょをみればわかること、Things You Can Tell Just by Looking at Her）は、2000年のアメリカ映画である。ロドリゴ・ガルシア監督によるオムニバス映画。
5つのストーリーで構成され、ロサンゼルスに住む5人の女性の悩みや人生の転機を描いたドラマ。
アメリカでは、内容が地味だという理由で劇場で公開されず、有料テレビチャンネルのショウタイムでの放映（2001年3月11日初放映）となったが、東京ではBunkamuraル・シネマで公開され、ロングランヒットとなった。
監督は、魔術的リアリズムの代表作家ガルシア・マルケスの息子であるが、作風は現実的で正反対と言ってもよい。
第53回カンヌ国際映画祭「ある視点」部門グランプリ受賞。サンダンス・NHK国際映像作家賞受賞。

## ストーリー
第1話「キーナー医師の場合」
認知症の母親を介護する女性医師の心の拠り所。
第2話「レベッカへの贈り物」
不倫関係の末に妊娠した女性の葛藤と決断。
第3話「ローズのための誰か」
思春期の息子をもつシングルマザーの新たな恋。
第4話「おやすみリリー、クリスティーン」
死にゆく恋人を見守るレズビアンの占い師。
第5話「キャシーを待つ恋」
盲目の妹との関係を通して愛を摸索する女性刑事。

## キャスト
| 役名                     | 俳優                       | 日本語吹替 |
| ------------------------ | -------------------------- | ---------- |
| エレイン・キーナー       | グレン・クローズ           | 塩田朋子   |
| レベッカ・ウェイモン     | ホリー・ハンター           | 唐沢潤     |
| ローズ                   | キャシー・ベイカー         | 宮寺智子   |
| クリスティーン・テイラー | キャリスタ・フロックハート | 若村麻由美 |
| キャロル・ファーバー     | キャメロン・ディアス       | 高橋理恵子 |
| キャシー・ファーバー     | エイミー・ブレネマン       | 山像かおり |
| リリー                   | ヴァレリア・ゴリノ         | 高乃麗     |
| カルメン・アルバ         | エルピディア・カリーロ     |            |
| ウォルター               | マット・クレイヴン         | 大川透     |
| ロバート                 | グレゴリー・ハインズ       | 稲葉実     |
| サム                     | ミゲル・サンドバル         | 林一夫     |
| アルバート               | ダニー・ウッドバーン       | 根本泰彦   |
| ジェイ                   | ノア・フレイス             | 川村拓央   |
| ナンシー                 | ペネロペ・アレン           | 磯辺万沙子 |
| デビー                   | ローマ・マフィア           | 竹村叔子   |
| ジューン                 | ミカ・ブーレム             | 児玉孝子   |